# Barna pettyesasztrild
A barna pettyesasztrild (Clytospiza monteiri) a madarak osztályának a verébalakúak (Passeriformes) rendjébe, ezen belül a díszpintyfélék (Estrildidae) családjába tartozó  Clytospiza nem egyetlen faja.

## Rendszerezés
Sorolták a Pytelia nembe Pytelia monteiri néven.

## Előfordulása
Afrikában, ezen belül Angola, Kamerun, a Kongói Demokratikus Köztársaság, a Közép-afrikai Köztársaság, Csád, a Kongói Köztársaság, Gabon, Nigéria, Dél-Szudán és Uganda területén honos. A szavannák lakója.

## Alfajai
- Clytospiza monteiri monteiri (Hartlaub, 1860)
- Clytospiza monteiri ugandensis (Sclater, 1930)

## Megjelenése
Átlagos testhossza 12 centiméter, testtömege 14.9 gramm. A hím feje, nyaka palaszürke, az arcrész valamivel világosabb színű. A hát és a szárny barna, a felső farokfedők vörösek, a farktollak feketék. A torok szürke, az álltól a begyig egy hosszúkás vörös folt található. A begy és a test alsó része világos vörösesbarna, fehér foltokkal. A szem sötétvörös, a láb vörösesbarna, a csőr fekete. A tojón a torokfolt fehér színű, a fej szürke és a test alsó részének vörösesbarnája mattabb, mint a hímen.

## Szaporodása
Fészekalja 4-6 fehér tojásból áll.